# Aleksy Wyznawca
Aleksy Wyznawca, zwany Człowiekiem Bożym, cs. prepodobnyj Aleksiej, czełowiekiej Bożij (ur. ok. 360, zm. 411) – święty (na Wschodzie uznany za błogosławionego szaleńca Bożego) Kościoła katolickiego i prawosławnego. Asceta. Bohater średniowiecznego utworu hagiograficznego Legenda o świętym Aleksym.

## Życie
Urodził się w 361 roku w Rzymie w rodzinie pobożnych rzymskich patrycjuszy: Eufemiusza, który był senatorem i Agleidy (Agle). Według legendy o św. Aleksym od wczesnych lat ojciec Aleksego pomagał biednym. Codziennie urządzał u siebie w domu trzy stoły, jeden dla sierot i wdów, drugi dla podróżników i trzeci dla ubogich. Rodzice długo musieli czekać na dziecko. Po długich modłach udało im się doczekać. Nowo narodzone dziecko zostało nazwane Aleksym, czyli z greki obrońca. Kiedy osiągnął pełnoletność, rodzice zdecydowali się go ożenić. Wybrali dla syna dziewczynę cesarskiej krwi, lecz po ślubie, tuż przed nocą poślubną Aleksy uciekł z domu. Wsiadł na statek i popłynął do Ziemi Świętej, skąd udał się do miasta Edessa.
Rodzice szukali syna, lecz nie mogli go odnaleźć. Tymczasem Aleksy stał się żebrakiem. Prowadząc przy miejscowej świątyni życie nędzarza przestrzegał ścisłego postu i w każdą niedzielę przystępował do sakramentu Eucharystii. Wszystko, co otrzymywał od innych, przekazywał potrzebującym, sam zaś żywił się jedynie chlebem i wodą.
Po siedemnastu latach Aleksy wsiadł na statek płynący do Tarsusu, miasta z kultem m.in. św. Pawła.  Jednakże Aleksy wysiadł w swoim rodzinnym mieście. Tu nierozpoznany przez nikogo żebrak spędził u progu rodzinnego domu następne szesnaście lat. Przeczuwając zbliżającą się śmierć, opisał w liście swoją historię i w 411 roku zmarł. Według legendy, Aleksy miał w swojej ręce list. Nikt nie mógł go wziąć, nawet papież, czy cesarz. Osobą, której się udało, była jego własna żona.
Po śmierci z ciała świętego zaczęła wydzielać się przyjemna woń i wonna mirra. Przez cały tydzień przybywający do grobu zmarłego otrzymywali uleczenie od chorób. Pochowano go w świątyni św. Bonifacego.
W 1216 roku stwierdzono, że ciało świętego Aleksego nie uległo rozkładowi. Na miejscu, gdzie zostało złożone, wzniesiono wówczas świątynię.

## Kult

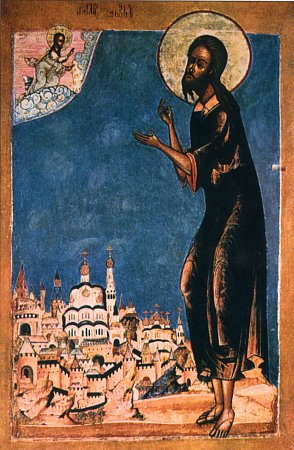
Ikona przedstawiająca św. Aleksego z XVII wieku

W średniowieczu św. Aleksy był postacią bardzo popularną w ówczesnej literaturze i sztuce scenicznej w Europie i północnej Afryce. Uchodził za patrona ubogich, żebraków i pielgrzymów. Napisany o nim poemat jest jednym z najstarszych zabytków językowych we Francji. Pojawia się również wcześnie w tekstach, między innymi, niemieckich i polskich („Legenda o św. Aleksym”, XV wiek). Na miejscu jego domniemanego domu w Awentynie jeszcze w średniowieczu wzniesiono klasztor benedyktyński i bazylikę pod wezwaniem świętego. Obecna bazylika św. Aleksego pochodzi z XVII w. i należy do najpiękniejszych kościołów rzymskich. W Polsce święty Aleksy odbierał szczególną cześć w Tumie pod Łęczycą oraz w Płocku.

### Patronat
Jest patronem licznych zakonów, a także ubogich, pielgrzymów, wędrowców, żebraków. Jest orędownikiem podczas trzęsienia ziemi, suszy, złej pogody, w czasie epidemii i plag. Święty uważany jest za patrona rybaków. Wierni modlą się również do niego o to, by pomógł im pozbyć się grzechu dumy i wyniosłości. Powstały nawet rodziny zakonne pod jego patronatem: bracia aleksjanie, siostry aleksjanki (XIV wiek), Kongregacja Sióstr Najświętszego Serca Jezusa i Maryi (XIX w.). Czczony jest głównie w bizantyjskim obszarze kulturowym oraz Rosji.

### Dzień obchodów
Kościół katolicki wspomina świętego 17 lipca, z kolei prawosławny 17/30 marca, to znaczy 30 marca według kalendarza gregoriańskiego.

### Ikonografia
W ikonografii wschodniej postać św. Aleksego przedstawiana jest podobnie jak św. Jana Chrzciciela. Ma długie, kasztanowe włosy, rozłożone pasemkami na barkach oraz podobnie wyglądającą krótką brodę. Ubrany jest w sięgającą za kolana, ciemnozieloną sutannę. Nogi ma bose, a ręce złożone na piersiach w kształcie krzyża. W niektórych przedstawieniach święty trzyma zwój z napisem:
Oto ten, który pozostawił ojca i matkę, żonę, rodzinę i przyjaciół, wsie i majątki.
W tradycji zachodniej święty przedstawiany jest w ubiorze pustelnika lub pielgrzyma, czasami jako żebrak leżący pod schodami. Jego atrybuty to kartka papieru (księga, pergamin, zwój) trzymana w dłoni nawiązująca do karty papieru jaką znaleziono po śmierci w jego ręku, na której ujawnił swoją tożsamość i opisał dzieje swojego życia, kij pielgrzymi symbolizujący długie pielgrzymowanie, schody i żebracy nawiązują do sposobu życia jaki wybrał.